# AV端子

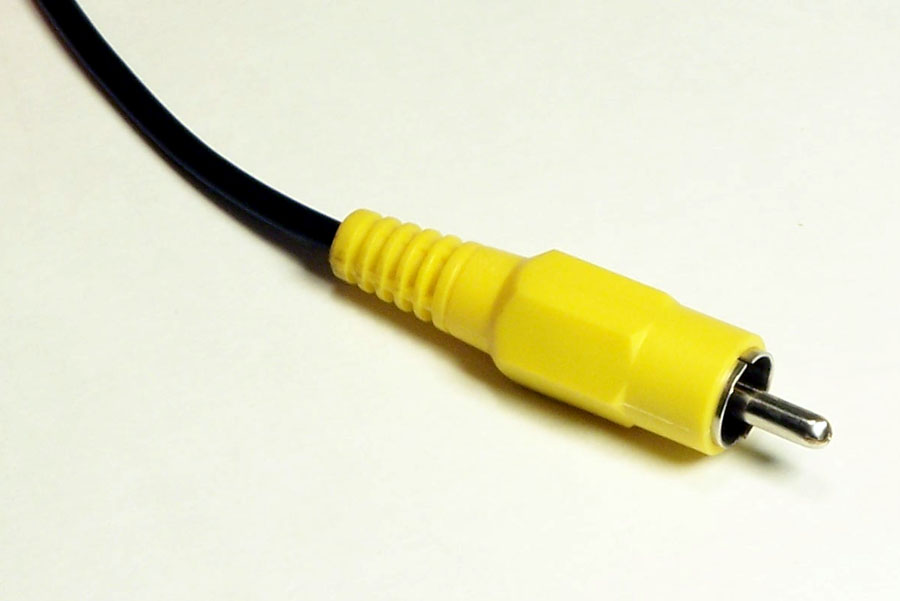
一個典型的AV端子

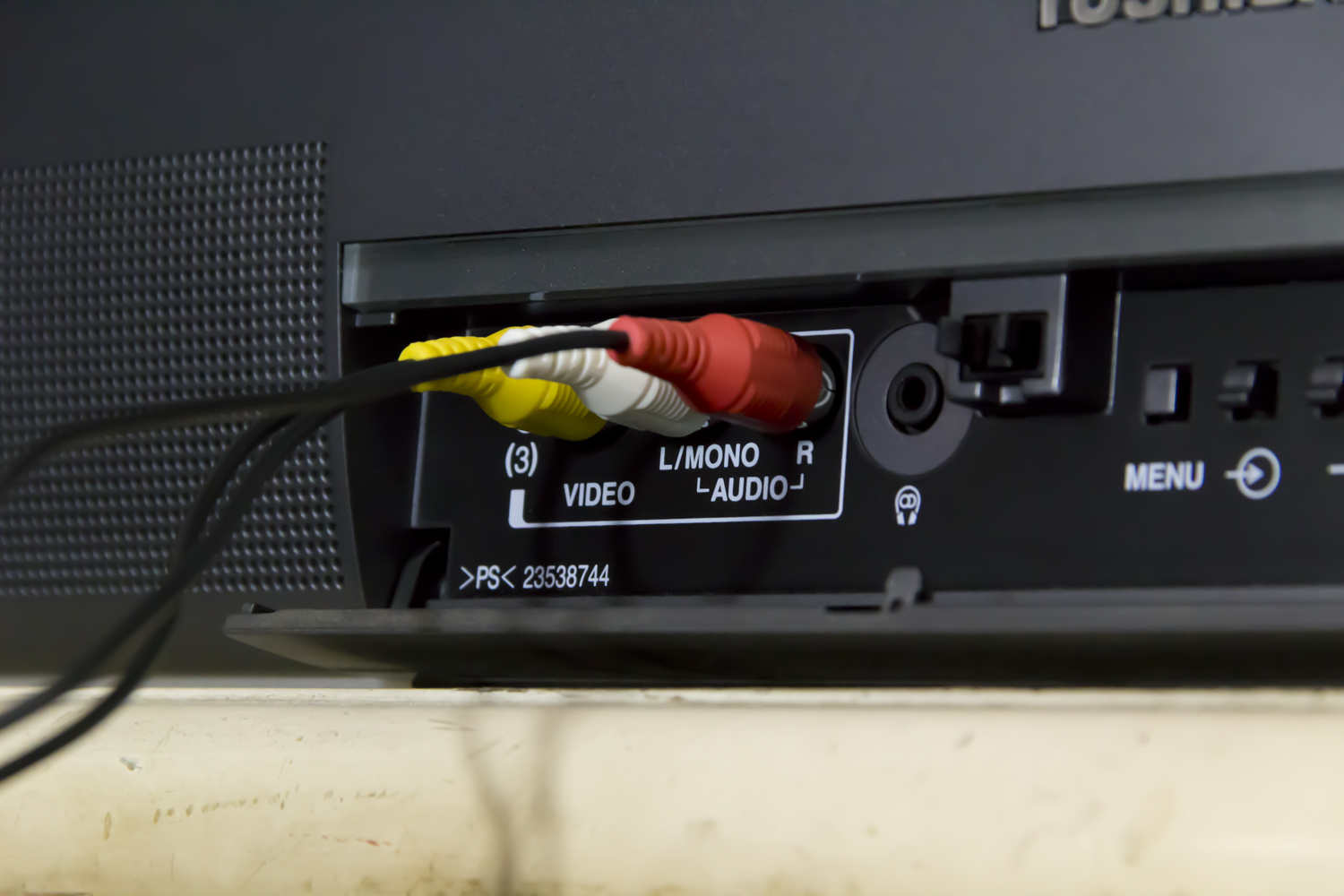
三個不同的AV端子連接至電視機中

AV端子（Composite video connector，又稱复合端子），是家用影音電器用來傳送視訊模拟信号（如NTSC、PAL、SECAM）的常見端子。AV端子通常采用黃色的RCA端子传送视频信号，另外配合兩條紅色與白色的RCA端子傳送音訊，亦合稱為三色線/紅白黃線。歐洲的電視機通常以SCART端子取代RCA端子，不過SCART的設計上可以載送畫質比YUV更好的RGB訊號，故也被用來連接顯示器、電視遊樂器或DVD播放機。在專業應用當中，也有使用BNC端子以求獲得更佳訊號品質。
在AV端子中傳送的是類比電視訊號的三個來源要素：Y、U、V，以及作為同步化基準的脈衝信號。Y代表影像的亮度（luminance，又稱brightness），並且包含了同步脈衝，只要有Y信號存在就可以看到黑白的電視影像（事實上，這是彩色電視與早期黑白電視相容的方法）。U信號與V信號之間承載了顏色的資料，U和V先被混合成一個信號中的兩組正交相位（此混合後的信號稱為彩度(chrominance)），再與Y信號作加總。因為Y是基頻信號而UV是與載波混合在一起，所以這個加總的動作等同於分頻多工。

典型的複合視訊

AV端子所傳送的複合視訊可以藉由簡單地調變其載波來將其導引至任何一個電視機的頻道。早期大多數的家用視訊裝置都是使用複合視訊。例如鐳射影碟就是完整的將複合視訊數位化，VHS錄影帶則是記錄稍微修改過的複合視訊。這些播放裝置大多數可以選擇是直接輸出其記錄的訊號，或者調變至特定的電視頻道以供沒有AV端子專屬頻道的早期電視機收看。在1980年代早期，當時的個人電腦與電視遊樂器通常也輸出複合視訊，使用者必須使用一台RF調變器來將其載波導向至電視的特定頻道，在北美常為第3或第4頻道（66~72Mhz），歐洲為36頻道，日本日規第1或第2頻道（90~102MHz）；台灣則因當時僅開放1~7CH（即美規VHF 7~13CH，但7~12CH被臺視、中視、華視使用中），故僅剩第13頻道（210~216MHz）可用。RF調變器通常為外接盒形式，以免其電波影響電視機的運作。不過，將複合訊號進行調變再讓電視解調的結果，是引入更多的雜訊，使得畫質失真。所以1980年代後期，電視機開始提供直接的AV輸入端口，並且將其與天線或有線電視所傳送的RF信號分開處理，使得RF調變器慢慢消失。
雖然RF調變所造成的失真已經不再普遍，複合信號本身將YUV信號混合在一起的設計本身就造成了畫質上的減損；因為，加總之後的信號在數學上即無法完全分離回原來的樣子，造成本來應該是亮度的信號被解釋為彩度，反之亦然，既无法做到完全的亮色分离。表現在畫面上就是物件邊緣滲色、彩虹化，或亮度不穩定。電視機製造廠商一方面改善影像處理電路（如三次元Y-C分離回路）來極力降低此等影響，另一方面也提出了S端子與色差端子來根本解決以上問題。